# Куэста, Белен
Беле́н Куэ́ста Ла́мас (исп. Belén Cuesta Llamas; род. 24 января 1984, Севилья) — испанская актриса

.

## Биография
Куэста родилась 24 января 1984 года в Севилье, но переехала в Малагу, а её детство и юность прошли в Фуэнхироле, где она училась в Высшей школе драматического искусства. Проживает в Мадриде. Первоначально известная в качестве театральной актрисы, она также появилась во многих фильмах, в т.ч «Соседи сверху», «Новый парень моей жены», «Пока свадьба не разлучит нас», «Другие: Проклятие кукушки» и др., телешоу и рекламе.

## Личная жизнь
С 2012 по начало 2023 года Куэста состояла в отношениях с актёром Тамаром Новасом, с которым познакомилась во время съемок сериала «Бандолера».